# Богджида
Богджида́ (тадж. Боғҷида) — село в Хатлонской области Республики Таджикистан. 
Административно входит в состав джамоата (сельской общины) Пахтаобод Шахритусского района.
Находится на расстоянии 64 км от райцентра (пгт. Шахритус) и 19 км от центра джамоата (село Устокорон).
Население — 1357 чел. (2017).